# Piastrina identificativa

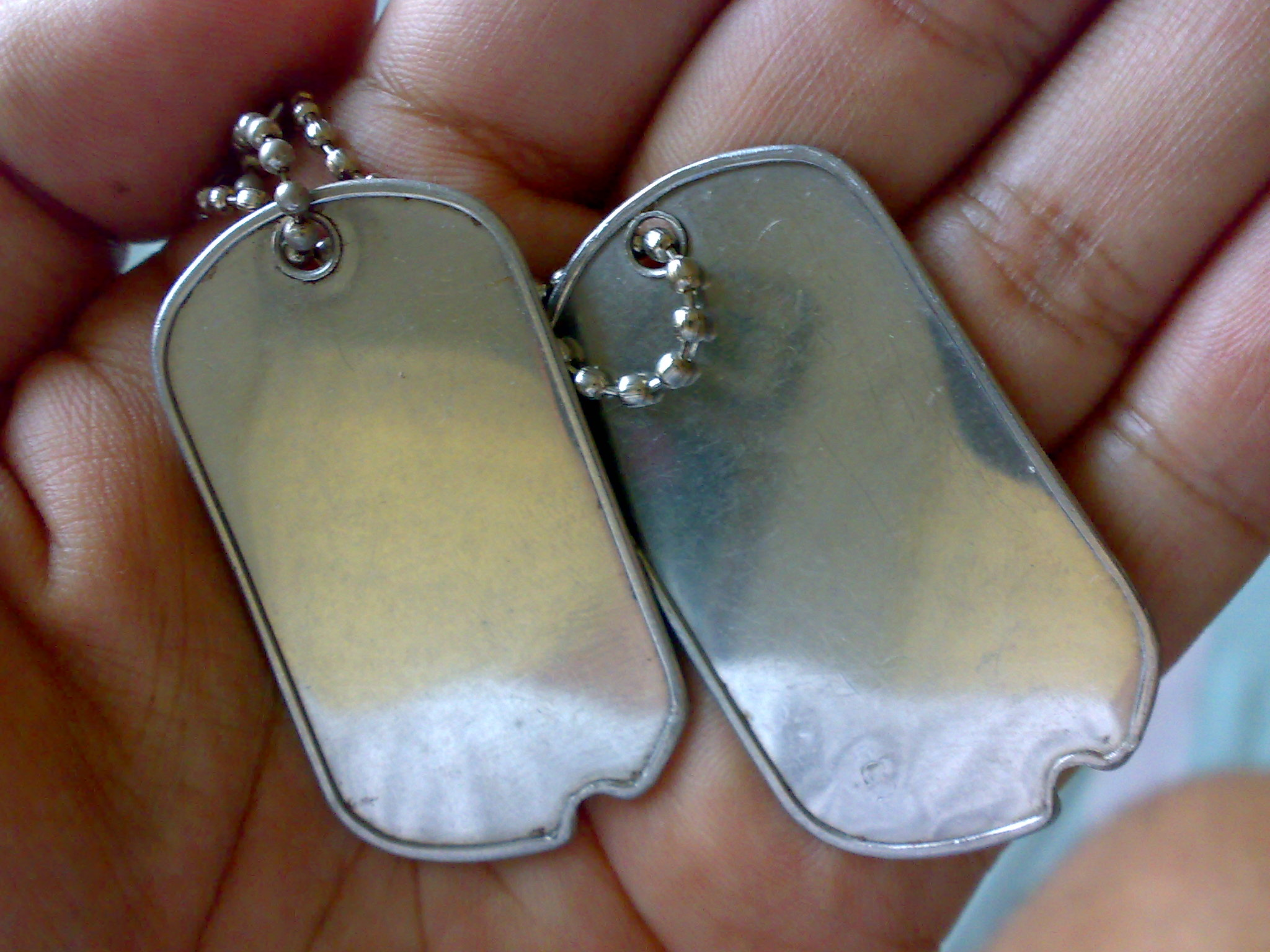
Una coppia di piastrine identificative, non incise, dell'esercito degli Stati Uniti.

Piastrine identificative degli ufficiali dell'esercito polacco uccisi dall'NKVD nel Massacro di Katyn' scavate nelle fosse comuni di Charkiv.

La piastrina identificativa è una piastrina metallica sulla quale vengono incisi i dati della persona che la indossa. È usata quasi esclusivamente da personale militare e serve per il riconoscimento in caso di morte o per ottenere dati come il gruppo sanguigno in caso di ferimento o emergenze. 
Le piastrine identificative sono in uso dal primo '900 dalle forze armate di quasi tutti gli stati, variano di forma e materiale a seconda del periodo e della nazione di provenienza, la caratteristica comune è la doppia registrazione dei dati, su due medaglie distinte oppure su una sola predisposta ad essere spezzata in due parti, nel caso del decesso del militare una medaglia o una parte di essa con i dati identificativi restava sul corpo, l'altra andava consegnata all'autorità competente alla segnalazione del decesso.
La piastrina identificativa attualmente in uso alle forze armate italiane è composta da un unico pezzo rettangolare 35x45 mm con gli angoli stondati e provvista di due fessure ad asola nel mezzo per favorirne la rottura. Su ognuna delle due parti sono riportate il nome, il cognome, la data di nascita e il comune di nascita che però è codificato, il numero di matricola, la confessione religiosa con solo tre lettere, la cittadinanza e il gruppo sanguigno. In caso di morte viene spezzata e la parte con la catena resta sul corpo, mentre l'altra viene rimossa e consegnata all'autorità competente per la segnalazione del decesso.

## Storia
Negli Stati Uniti le prime piastrine  vennero impiegate nella guerra civile americana del 1861-1865. L'idea nacque dal crescente uso dei soldati di annotare i propri dati, più che altro un indirizzo dove recapitare la salma nel caso di morte, sulle proprie giacche o incisi nella fibbia della cintura. Alcuni produttori di distintivi e badge di riconoscimento cominciarono a proporre e pubblicizzare targhette metalliche per uso identificativo. L'Esercito americano autorizzò ufficialmente l'uso di piastrine identificative soltanto nel 1906.
Nella guerra del Vietnam venne adottato il tipico rivestimento in gomma lungo i bordi per eliminare i rumori metallici causati dal movimento e dall'urto tra le due piastrine. I militari americani la chiamano ironicamente "dog tag".
Nelle forze armate italiane già alla fine dell'800 era in uso la piastrina identificativa che consisteva in una targhetta 37x54 mm in zinco forata agli angoli per essere cucita all'interno della giubba durante la ferma. All'atto del congedo veniva cucita all'interno della copertina del libretto personale e questo veniva consegnato al militare intestatario cui era affidata la custodia.
Queste piastrine portavano inciso elettricamente o dipinto con vernice indelebile il nome, la matricola, l'anno di nascita, il distretto militare e a volte anche la categoria di arruolamento.
Durante la prima guerra mondiale fu introdotto, oltre alla piastrina precedente, un astuccio di latta 52x34x5 mm composto da due guancette unite da una cerniera a un'estremità mentre a quella opposta, a forma di appiccagnolo forato, era infilato uno spago per essere appesa al collo. All'interno era custodito un cartiglio con i dati anagrafici, la matricola, il grado, il reparto, il distretto militare, il nome dei genitori e l'indirizzo di residenza. Sul retro erano annotate le vaccinazioni cui era stato sottoposto il soldato.
Negli anni '30,essendo i dati scritti su carta facilmente deteriorabili, venne introdotto un nuovo modello: una medaglia in ottone rettangolare formata da due lamierini sovrapposti 52x37x2 mm con catenella metallica di forma simile al modello "astuccio", con stampigliati nome e cognome, anno e località di nascita, nome dei genitori, matricola, numero identificativo del distretto militare e religione, p.es. "(C)" sta per religione cattolica, per gli ufficiali era specificato UFFICIALE.
La marina militare nello stesso periodo adottò la doppia piastrina: due medagliette circolari in metallo bianco di diametro 28 mm unite a un anellino con catenella. Vi era inciso nome e cognome, matricola, religione, anno di nascita e abbreviazione del grado del militare.
Questo sistema di identificazione del corpo o dei resti del militare non fu tuttavia molto efficace in quanto non sempre i soldati osservavano la consegna di portare la piastrina e non ultimo il deterioramento delle scritte e dei materiali di cui erano fatti deperibili in pochi anni a seconda delle situazioni climatiche.
Già dalla prima guerra mondiale ai prigionieri di guerra, dopo la cattura, veniva tolta la piastrina e sostituita con un'altra con impresso il solo numero di matricola, anche di queste ne esistono diverse versioni: quella più diffusa fu il modello adottato nei campi di prigionia in Germania nella seconda guerra mondiale, era un lamierino 60x40 mm. con cinque fori ad asola in posizione centrale paralleli al lato più lungo che divideva in due la piastrina su cui era impresso su entrambe le metà il numero di matricola e quello del lager; andava portata al collo appesa ad un cordoncino.